# تومو ییلیپولی
تومو ییلیپولی (انگلیسی: Tuomo Ylipulli؛ زادهٔ ۳ مارس ۱۹۶۵) اسکی‌باز پرش اهل فنلاند بود.
او در مسابقات المپیک زمستانی ۱۹۸۸ در کلگری موفق به کسب مدال طلا شد. بزرگترین موفقیت او در مسابقات Team large hill در مسابقات جهانی اسکی نوردیک FIS بود، جایی که او دو مدال طلا (۱۹۸۵–۱۹۸۷)کسب کرد.